# Ugni
Ugni, rod grmova iz porodice mirtovki (Myrtaceae) smješten u podtribus Ugninae, dio tribusa Myrteae, potporodica Myrtoideae. Priznate su dvije vrste iz južnog Čilea i Argentine, na sjever sve do južnog Meksika. Jedna vrsta endem je otočja Juan Fernández

## Vrste
1. Ugni candollei (Barnéoud) O.Berg
2. Ugni molinae Turcz.
3. Ugni myricoides (Kunth) O.Berg
4. Ugni selkirkii (Hook. & Arn.) O.Berg; Juan Fernández

|  | Zajednički poslužitelj ima još gradiva o temi Ugni |
|  | Wikivrste imaju podatke o taksonu Ugni             |